# Wildflower (album de Sheryl Crow)
Pour les articles homonymes, voir Wildflower.
Albums de Sheryl Crow
The Very Best of Sheryl Crow
(2003) Hits and Rarities
(2007)
Wildflower est le cinquième album de l'auteur-compositeur-interprète américaine Sheryl Crow sorti le 27 septembre 2005. L’album engrangea deux Grammy Awards (meilleur album vocal de musique pop et meilleure performance vocale féminine pop pour le titre Good Is Good).

## Titre de l'album
Toutes les chansons sont écrites et composées par Sheryl Crow et Jeff Trott, sauf indication contraire.
| No  | Titre                                                                       | Auteur      | Durée |
| --- | --------------------------------------------------------------------------- | ----------- | ----- |
| 1.  | I Know Why                                                                  | Sheryl Crow | 4:15  |
| 2.  | Perfect Lie                                                                 | Sheryl Crow | 4:34  |
| 3.  | Good Is Good                                                                |             | 4:18  |
| 4.  | Chances Are                                                                 |             | 5:16  |
| 5.  | Wildflower                                                                  | Sheryl Crow | 3:57  |
| 6.  | Lifetimes                                                                   |             | 4:12  |
| 7.  | Letter to God                                                               |             | 4:04  |
| 8.  | Live It Up                                                                  |             | 3:42  |
| 9.  | I Don't Wanna Know                                                          |             | 4:28  |
| 10. | Always on Your Side                                                         | Sheryl Crow | 4:15  |
| 11. | Where Has All the Love Gone                                                 |             | 3:40  |
| 12. | Wildflower (Acoustic) (Piste Bonus Amérique Latine, UK, Australie et Japon) | Sheryl Crow |       |
| 13. | Where Has All the Love Gone (Acoustic) (Piste Bonus Japon et UK)            |             |       |
| 14. | Letter to God (Acoustic) (Piste Bonus Japon)                                |             |       |